# Metafinzione
La metafinzione è una forma di finzione che esalta la propria artificialità, in modo da ricordare continuamente ai lettori o agli spettatori che stanno leggendo o vedendo un'opera di fantasia.
In altre parole, la metafinzione è un'opera di fantasia autocosciente riguardo al linguaggio, alla forma letteraria e alla narrazione. Tali opere attirano direttamente o indirettamente l'attenzione sul loro status di prodotti artificiali. La metafinzione è spesso usata come una forma di parodia, o come uno strumento per minare le convenzioni letterarie ed esplorare il rapporto tra letteratura e realtà, o tra vita e arte.
La metafinzione sfida e mette in dubbio il principio della sospensione dell'incredulità, che normalmente sta alla base delle opere di fantasia.

## Esempi
Sebbene la metafinzione sia più comunemente associata alla letteratura postmoderna che si è sviluppata a metà del XX secolo, il suo uso può essere fatto risalire a opere di narrativa molto precedenti, come I racconti di Canterbury di Geoffrey Chaucer (1387), Don Chisciotte di Miguel de Cervantes (1605), Vita e opinioni di Tristram Shandy, gentiluomo di Laurence Sterne (1759), La fiera della vanità di William Makepeace Thackeray (1847), così come opere più recenti come la Guida galattica per gli autostoppisti di Douglas Adams (1979), Casa di foglie di Mark Z. Danielewski (2000) e Me tous anthropous apo ti gefyra di Dimitris Lyacos (2018). Nell'ambito della letteratura per ragazzi, Claude Ponti ricorre spesso a questo espediente narrativo.